# Gouvernement Vučić I
République de Serbie
Dačić Vučić II
Le gouvernement Vučić I (en serbe : Прва влада Александра Вучића) est le gouvernement de la république de Serbie entre le 27 avril 2014 et le 11 août 2016, durant la dixième législature de l'Assemblée nationale.

## Coalition et historique
Dirigé par le nouveau président du gouvernement conservateur Aleksandar Vučić, précédemment vice-président du gouvernement, ce gouvernement est constitué et soutenu par une coalition entre le Parti progressiste serbe (SNS), le Parti socialiste de Serbie (SPS), le Parti social-démocrate de Serbie (SDPS), le Mouvement des socialistes (PS) et la Nouvelle Serbie (NS). Ensemble, ils disposent de 202 députés sur 250, soit 80,8 % des sièges de l'Assemblée nationale.
Il est formé à la suite des élections législatives anticipées du 16 mars 2014.
Il succède donc au gouvernement du socialiste Ivica Dačić, constitué et soutenu par le SNS, le SPS, le PS, le Parti des retraités unis de Serbie (PUPS) et le Parti d'action démocratique du Sandžak (SDAS).
Au pouvoir depuis juillet 2012, la coalition a connu plusieurs succès dans la lutte contre la corruption et la procédure d'adhésion de la Serbie à l'Union européenne. Cherchant à asseoir sa légitimité pour diriger l'exécutif, alors qu'il était à la tête du plus grand parti de la majorité, Vučić a demandé au président de la République Tomislav Nikolić, issu du SNS, de dissoudre le Parlement. Ce dernier accède à sa requête le 29 janvier 2014.
Au cours du scrutin, la coalition électorale emmenée par le Parti progressiste a conquis la majorité absolue des sièges. Il a ensuite conclu une alliance avec le Parti socialiste, s'assurant une majorité écrasante. Le 22 avril, Nikolić invite Aleksandar Vučić à former le gouvernement. Celui-ci en annonce la composition trois jours plus tard, et remporte le vote de confiance à l'Assemblée nationale le 27 avril par 198 voix pour et 23 voix contre.
Le 7 janvier 2016, le chef de l'État annonce qu'il accède à la requête du chef du gouvernement et prononce la dissolution de l'Assemblée nationale, ouvrant la voie aux élections législatives anticipées du 24 avril 2016. L'alliance formée autour du SNS remporte une majorité absolue amoindrie. Trois mois et demi plus tard, Vučić forme son second gouvernement.

## Composition
| Fonction                                                                                           | Titulaire | Titulaire                                         | Parti |
| -------------------------------------------------------------------------------------------------- | --------- | ------------------------------------------------- | ----- |
| Président du gouvernement                                                                          |           | Aleksandar Vučić                                  | SNS   |
| Premier vice-président du gouvernement Ministre des Affaires étrangères                            |           | Ivica Dačić                                       | SPS   |
| Vice-président du gouvernement Ministre des Travaux publics, des Transports et des Infrastructures |           | Zorana Mihajlović                                 | SNS   |
| Vice-président du gouvernement Ministre du Commerce, du Tourisme et des Télécommunications         |           | Rasim Ljajić                                      | SDPS  |
| Vice-président du gouvernement Ministre des Administrations publiques et des Affaires locales      |           | Kori Udovički                                     | Sans  |
| Ministre des Finances                                                                              |           | Lazar Krstić (jusqu'au 12/07/2014) Dušan Vujović  | Sans  |
| Ministre de l'Économie                                                                             |           | Dušan Vujović (jusqu'au 03/09/2014) Željko Sertić | Sans  |
| Ministre de l'Agriculture et de la Protection de l'environnement                                   |           | Snežana Bogosavljević Bošković                    | SPS   |
| Ministre des Mines et de l'Énergie                                                                 |           | Aleksandar Antić                                  | SPS   |
| Ministre de la Justice                                                                             |           | Nikola Selaković                                  | SNS   |
| Ministre de l'Intérieur                                                                            |           | Nebojša Stefanović                                | SNS   |
| Ministre de la Défense                                                                             |           | Bratislav Gašić (jusqu'au 05/02/2016)             | SNS   |
| Ministre de la Défense                                                                             |           | Dušan Vujović a.i. (jusqu'au 02/03/2016)          | Sans  |
| Ministre de la Défense                                                                             |           | Zoran Đorđević                                    | SNS   |
| Ministre de l'Éducation, de la Science et du Développement technologique                           |           | Srđan Verbić                                      | Sans  |
| Ministre de la Santé                                                                               |           | Zlatibor Lončar                                   | Sans  |
| Ministre du Travail, de l'Emploi, des Anciens combattants et de la Politique sociale               |           | Aleksandar Vulin                                  | PS    |
| Ministre de la Jeunesse et des Sports                                                              |           | Vanja Udovičić                                    | SNS   |
| Ministre de la Culture et des Médias                                                               |           | Ivan Tasovac                                      | Sans  |
| Ministre sans portefeuille Chargé de l'Intégration européenne                                      |           | Jadranka Joksimović                               | SNS   |
| Ministre sans portefeuille Chargé des Situations d'urgence                                         |           | Velimir Ilić                                      | NS    |